# Tøndermarsken
Tøndermarsken i det sydvestlige Sønderjylland er med cirka 2.500 ha. Danmarks største sammenhængende engområde. Marsklandet har et rigt fugleliv og en meget varieret flora. I Margrethe Kog er der en saltvandssø med mange vadefugle. Landskabet er karakteristisk for marskområderne langs Nordsøen.
Frem til og med 2007, var der etableret en forsøgsordning om forhøjet vandstand på fennerne i de ydre koge i Tøndermasken. Det skete ved at lodsejerne blev kompenseret for at lukke for afvandingen. Da Staten herefter ensidigt ændrede på kompensationen, retablerede de utilfredse lodsejere den hidtidige tilstand. Ordningen blev først genoptaget efter forhandling, og et fornyet tilbud om kompensation.[kilde mangler]
Den høje vandstand gavner ellers det vigtige fugleliv i området. Dansk Ornitologisk Forening har tidligere klaget til EU over Danmarks administration af Tøndermarsken, og i 2003 tog EU-Kommissionen det første skridt til at rejse sag mod Danmark ved EF-Domstolen. Efter at man fra det offentliges side har indført en del forbedringer, har Europakommissionen i november 2012 besluttet at afslutte sagen.

## Koge
I Tøndermarsken er følgende koge:
Møgeltønder kog (1556)
Højer kog (1556)
Ubjerg kog (1556)
Rudbøl gaden (1556)
Gudskogen (1567)
Brunodde kog (1617)
Gl. Frederiks kog (1692)
Rudbøl kog (1715)
Ny Frederiks kog (1861)

## Vandrestier og ruter
Nordea-fonden tildelte i juli 2017 Tøndermarsken et beløb på 16,5 millioner kroner, der skal gå til anlæggelsen af en række nye ruter og stier i området, og til at skabe formidlingsaktiviteter.
Projektet er en del af et større projekt med deltagelse af Tønder Kommune og A.P. Møller Fonden om at investere over 210 millioner kroner i bl.a. klimatilpasning i Tønder og langs Vidåen samt restaurering af historiske bymiljøer i Højer og Tønder. Arbejdet pågår frem til 2021. 
I august 2019 åbnede Marskstien officielt. Dette er en 54 km lang vandrerute gennem Tøndermarsken, hvor man kommer rundt i hele marsken og forbi byer som Tønder, Møgeltønder, Højer og Rudbøl. Derudover ser man de forskellige kog, pumpestation og sluser der findes i Tøndermarsken. Ved Højer Mølle kan man finde Porten til Tøndermarsken, som er en udstilling om marskens historie, samt menneskets kamp med og mod vandet.